# PL-01
El PL-01 fue un prototipo de tanque ligero polaco creada por OBRUM con el apoyo de BAE Systems, basada en el tanque ligero sueco  CV90120-T . El vehículo conceptual se presentó por primera vez en la Exposición Internacional de la Industria de Defensa en Kielce el 2 de septiembre de 2013.

## Diseño
El diseño del PL-01 es similar al de los  tanques de batalla principales estándar modernos. El conductor está ubicado en la parte delantera del casco del vehículo, con el comandante y el artillero también ubicados en el casco y la torreta no tripulada montada en la parte trasera. Además, hay un compartimento trasero en el casco que puede acomodar a cuatro soldados. El chasis del vehículo se basa en el chasis del CV 90.
El blindaje del vehículo tiene una carcasa modular de cerámica-aramida, que está diseñada para brindar protección compatible con el estándar de la OTAN STANAG 4569 Anexo A en el nivel 5+ en las partes frontales del casco y la torreta. Los paneles de blindaje adicionales están montados en la torreta y el casco, y están diseñados para brindar una protección total contra una variedad de proyectiles. El casco del vehículo proporciona protección contra artefactos explosivos improvisados (IED) y minas terrestres de acuerdo con el apéndice B partes 4a y 4b de la norma STANAG 4569. Todo el vehículo estará cubierto con material absorbente de radiación para crear un vehículo terrestre Stealth.
El PL-01 estaría equipado con un motor diesel de 940 caballos de fuerza (700 kW) + acoplado a un convertidor de par, caja de cambios automática y mecanismo de asistencia a la conducción. La suspensión se basa en siete ruedas, con los ejes de transmisión con amortiguación activa de barras de torsión montadas en el primer y último par. El vehículo puede alcanzar velocidades de hasta 70 kilómetros por hora (43 mph) en carreteras pavimentadas y 50 kilómetros por hora (31 mph) en terreno accidentado con un alcance máximo de 500 kilómetros (310 millas). Puede escalar con éxito una inclinación de 30 grados, cruzar zanjas y trincheras hasta un ancho de 2,6 metros (8 pies 6 pulgadas) y cruzar obstáculos de agua con una profundidad de hasta 1,5 metros (4 pies 11 pulgadas) sin preparación, y más a 5 metros (16 pies) de profundidad con preparación.

## Armamento
El arma principal del PL-01 es un cañón de 105 mm o 120 mm instalado dentro de la torreta no tripulada, de acuerdo con los estándares de la OTAN. El cañón podrá disparar proyectiles convencionales y misiles antitanque guiados. Tiene un cargador automático para su cañón principal, lo que asegura una cadencia de fuego de 6 disparos por minuto. El vehículo lleva 45 rondas, 16 de las cuales están almacenadas dentro de la torreta y listas para disparar, y el resto almacenado dentro del compartimiento del chasis. El tanque también está armado con una ametralladora 7,62 UKM-2000C con un suministro de munición de 1.000 cartuchos.
El equipo adicional se instalaría en un módulo de control remoto. Los diseños previstos incluían una ametralladora de 7,62 mm o 12,7 mm o un lanzagranadas automático de 40 mm con un suministro de 8.000 rondas de 7,62 mm, 400 rondas de 12,7 mm o 96 rondas de granadas de 40 mm. También integrado en la torreta hay un sistema de protección activa que intercepta misiles entrantes y lanzagranadas de humo.
Todo el equipo estará estabilizado electrónicamente y los sistemas de observación y avistamiento vendrán con telémetros láser, cámaras diurnas y nocturnas e imágenes térmicas de tercera generación, con datos visuales mostrados en una pantalla.
El PL-01 estará equipado con un sistema de extinción de incendios en la torreta y el casco, sistema de comunicación por radio interno, sistema de protección activa antiproyectiles, sistema de gestión del campo de batalla, sistema de escape de refrigeración, sistema de enmascaramiento térmico y filtros de aire acondicionado. La tripulación cuenta con asientos especiales para minimizar los efectos físicos de las explosiones cercanas. Además, el vehículo puede estar equipado con un sistema de navegación por satélite y un sistema de identificación amigo-enemigo.

## Variantes
Además de su función de apoyo de fuego directo, el vehículo también se puede configurar como vehículo de mando, vehículo de remoción de minas o para reparación de vehículos blindados.